# Beta Indi
Beta Indi (β Ind) es una estrella en la constelación de Indus.
De magnitud aparente +3,66, es la segunda estrella más brillante en la constelación después de α Indi.
De acuerdo a la nueva reducción de los datos de paralaje de Hipparcos, se encuentra a 611 años luz del sistema solar.

## Características
Beta Indi es una gigante luminosa anaranjada de tipo espectral K1II cuya temperatura efectiva es de 4383 K.
Las gigantes luminosas como Beta Indi son mucho más luminosas que las gigantes naranjas «normales».
Así, Beta Indi es 1911 veces más luminosa que el Sol, siendo su luminosidad comparable a la de θ Herculis o a la de C Velorum.
En comparación, es 4,5 veces más luminosa que la brillante Aldebarán (α Tauri) —pero está nueve veces más alejada que ésta— y 31 veces más luminosa que α Indi.
Su radio, estimado de forma indirecta, puede ser 12 veces más grande que el radio solar.
Exhibe una metalicidad un 29% menor que la solar ([Fe/H] = -0,15).
Tiene una masa 6,7 veces mayor que la del Sol y una edad aproximada de 53 millones de años.
Beta Indi se mueve en una órbita galáctica relativamente circular, cuya excentricidad, e = 0,065, es inferior a la del órbita del Sol, e = 0,160.
Su distancia respecto al centro de la galaxia varía 895 pársecs entre el apoastro y el periastro, tres veces menos que en la órbita solar.